# RŽD-Baureihe ЭН3
Der ЭН3 (EN3) ist ein bei der Elektrolokomotivenfabrik Nowotscherkassk gebauter Triebwagen der RŽD, der speziell in zwei Exemplaren für Eisenbahnstrecken mit Netzen mit 25 kV Wechselstrom 50 Hz eingesetzt wird. Er gehört zu einer Serie von Elektrotriebwagen für Drehstrom-Antrieb mit Rekuperationsbremse. Die Bezeichnung leitet sich von Elektrozug hergestellt in Nowotscherkassk, 3. Typ ab. Das Fahrzeug wurde außer von der Elektrolokomotivenfabrik Nowotscherkassk zusätzlich von dem Konstruktionsinstitut ВЭлНИИ (Welnii) mit entwickelt.

## Historie

### Vorgeschichte zum Entstehen
Das Fahrzeug entstand als Lösungsvariante für den elektrischen Personenverkehr bei den RŽD, um unökonomische Bespannungen von kurzen Personenzügen mit großen Elektrozügen zu verhindern. Deshalb wurde von der Elektrolokomotivenfabrik Nowotscherkassk die Entscheidung über die Entwicklung von Vorortzügen gestellt. Diese Entscheidung führte zu der Entwicklung und Erprobung des Elektrozuges ЭН1 (EN1). 1996 wurde eine Sektion dieses Zuges in der Elektrolokomotivenfabrik Nowotscherkassk hergestellt und anschließend auf dem Gleisring des Allrussischen Forschungsinstitutes für Schienenverkehr in Schtscherbinka getestet. Die Besonderheit der Sektion gegenüber anderen bisher ausgeführten Fahrzeugen war die Ausführung mit neuartiger Drehstrom-Antriebstechnik. Im Zusammenhang mit der neuartigen Antriebstechnik entstanden während der Überprüfung einige Probleme, so dass die RŽD die Entwicklung eines neuen Elektrozuges ЭН3 (EN3) empfahl und gleichzeitig das Projekt ЭН1 (EN1) stornierte. So erschien der Elektrozug ЭН3 (EN3).

### Entstehung des Triebzuges
Die Arbeiten über den ЭН3 wurden 1998 vollendet. Es wurde ein Vorort-Elektrotriebzug für Stromnetze mit Wechselstrom gebaut. Die Steuerung des Antriebes der Drehstrom-Fahrmotoren geschah über Thyristoren. Zusätzlich erhielt der Zug eine Rekuperationsbremse. An dem Zug arbeiteten folgende Firmen; die Maschinenfabrik Demichowo (sie fertigten den Wagenkasten und die Drehgestelle), Сибстанкоэлектропривод (Sibstankoelektropriwod), МИИТ (MIIT) und VNIIZhT, letztere erarbeiteten die Traktionsantriebe und die Mikroprozessor-Steuerung. Der Elektrozug besteht aus einer 5-Wagen-Einheit, in jeder Einheit fahren zwei Steuerwagen, zwei Motorwagen und ein Beiwagen.
Die Besonderheit der Innenausstattung der Fahrzeuge ist die Ausführung mit weichen Sitzen und das Vorhandensein einer Bar. Die Beleuchtung der Wagen geschieht über Leuchtstofflampen. Das Fahrzeug ist behindertengerecht ausgestaltet. 
Im Jahr 2000 wurden beide Fahrzeuge der Öffentlichkeit vorgestellt. Trotz des positiven Eindrucks des Fahrzeuges kam es hierauf zu keiner Serienproduktion auf Grund der Finanzsituation der RŽD. Die Fahrzeuge befinden sich heute bei der Elektrolokomotivenfabrik Nowotscherkassk.  